# Jorgies Hip-Intertainment, Volume 1
Jorgies Hip-Intertainment, Volume 1 è un album Live del quintetto di Donald Byrd e Pepper Adams, pubblicato dalla VGM Records nel 1981. Il disco fu registrato dal vivo il 24 giugno 1961 al Jorgie's Jazz Club di St. Louis, Missouri (Stati Uniti).

## Tracce
Brani composti da Donald Byrd
Lato A
1. Jorgies – 14:35
2. 6M's (Blues in 3/4) – 10:23

Lato B
1. Hush – 10:32
2. Amen – 9:35

Edizione CD del 2012, pubblicato (in edizione limitata) dalla SOLAR
Brani composti da Donald Byrd
1. Jorgie's – 14:08
2. 6M's (Blues in 3/4) – 10:13
3. Hush – 10:42
4. Amen – 9:32
5. Like Someone in Love – 12:05 – Bonus Track

## Musicisti
- Donald Byrd - tromba
- Pepper Adams - sassofono baritono
- Herbie Hancock - pianoforte
- Cleveland Eaton - contrabbasso
- Teddy Robinson - batteria[2]